# Anne-Marie Filaire
Anne-Marie Filaire, née le 14 juin 1961 à Chamalières, est une photographe française.

## Biographie
Anne-Marie Filaire est née en 1961 à Chamalières. Elle participe entre 1997 et 2004 à la mission Observatoire photographique du paysage, commande du ministère de l'Aménagement du Territoire et de l'Environnement. Elle voyage à plusieurs reprises au Yémen entre 2000 et 2005,. Elle produit des séries de photographies en 2006 au Liban. En 2017, elle expose au Mucem à Marseille des paysages de guerre.

## Distinctions
- Prix FILAF (2017) pour Zone de sécurité temporaire
- Chevalière de l'ordre des Arts et des Lettres (arrêté du 15 avril 2022)[5]

## Expositions
- 2021 : Lever du jour, Musée Nicéphore-Niépce[6].

## Publications
- Récit d'un effacement, Paris, Backland éditions, 2024, 88 p.  (ISBN 978-2-9588234-8-1)
- Terres, sols profonds du Grand Paris, Paris, Éditions Dominique Carré - La Découverte, 2020, 232 p.  (ISBN 978-2-37368-047-8)
- Zone de sécurité temporaire, Paris, Textuel, 2017, 224 p. (ISBN 978-2-84597-568-2)
- Observatoire, Livre d'artiste, 2009, 300 p.  (ISBN 978-2-7466-1259-4)
- Enfermement, Saint-Benoit-du Sault, Tarabuste Triages art et littérature, 2006, 66 p.  (ISBN 2-84587-127-9)
- Pas, Grâne, Créaphis 1998, 57 p.  (ISBN 2-907 150-87-1)